# John Russell, vicomte Amberley
Pour les articles homonymes, voir John Russell et Russell.
John Russell, vicomte Amberley (10 décembre 1842 - 9 janvier 1876), est un homme politique et écrivain britannique. Il est le fils aîné de John Russell, qui est deux fois Premier ministre du Royaume-Uni et père du philosophe Bertrand Russell. Amberley est connu pour ses opinions peu orthodoxes sur la religion et pour son soutien actif à la contraception et au droit de vote des femmes, ce qui contribue à la fin de sa courte carrière en tant que député libéral.